# Liste de journaux au Nigeria
Les journaux au Nigeria utilisent pour beaucoup le principe de « publier et être damné », qui remonte à l'époque coloniale, lorsque les pères fondateurs de la presse nigériane tels que Nnamdi Azikiwe, Ernest Ikoli, Obafemi Awolowo et Lateef Jakande utilisèrent leurs journaux pour combattre pour l’indépendance.
Jusqu'aux années 1990, la plupart des publications appartiennent au gouvernement, mais des journaux privés tels que le Daily Trust, le Nigerian Tribune, The Punch, Vanguard et The Guardian continuent d’exposer les scandales publics et privés malgré les tentatives de répression de celui-ci. Les lois relatives aux médias, y compris les journaux, sont dispersées dans différents textes législatifs. 
Certains journaux dépendent fortement des publicités, qui peuvent être placées par des sociétés détenues par des personnes puissantes. Cela rend parfois les journaux prudents lorsqu’ils communiquent des détails sur des délits avérés ou présumés, jusqu’à parfois publier des articles montrant des personnes corrompues sous un jour favorable (journalisme dit « à enveloppes brunes »). Une analyse des journaux montre un fort biais en faveur de la couverture des hommes, reflétant des biais culturels répandus. Peu d'articles parlent des femmes et il y a peu de photos de femmes en dehors des sections liées à la mode.
En 2008, il y avait plus de 100 journaux nationaux, régionaux ou locaux. 
Les journaux en ligne sont devenus populaires avec l’augmentation de la couverture Internet au Nigeria ; plus de 10 % des cinquante premiers sites Web du pays sont des journaux en ligne. Grâce l’amélioration de la pénétration mobile et de la croissance des smartphones, les Nigérians ont commencé à utiliser Internet pour s’informer. La presse en ligne a également pu contourner les restrictions gouvernementales grâce aux facilitées de partage. Le résultat a été une perturbation des sources d'information traditionnelles qui dominaient l’industrie des médias.

## Liste de journaux
Cette section présente une liste de journaux au Nigeria. La liste comprend les journaux imprimés et en ligne actuellement publiés au Nigéria qui ont une diffusion nationale ou qui sont les principaux journaux locaux. 
| Titre                        | Ville d’édition       | Date de fondation | Éditeur                                 |
| ---------------------------- | --------------------- | ----------------- | --------------------------------------- |
| Blueprint Newspaper          | Abuja                 | mai 2011          |                                         |
| Business Day                 | Lagos                 | 2005              | Frank Aigbogun                          |
| Business Hallmark            | Ikeja, Lagos          |                   | Prince Emeka Obasi                      |
| Complete Sports              | Lagos State           | 1995              | Sunny Obazu-Ojeagbase                   |
| Daily Champion               | Lagos                 |                   | Emmanuel Iwuanyanwu                     |
| Daily Post                   | Lagos, Nigeria        |                   | James Bamisaye                          |
| Daily Times of Nigeria       | Lagos                 | 9 juin 1925       | Folio Communications                    |
| Daily Trust                  | Abuja                 | 1998              | Media Trust Ltd                         |
| Daylight Nigeria             | Lagos                 | janvier 2014      |                                         |
| Entertainment Express        |                       | juillet 2011      |                                         |
| Compass                      | Abeokuta              | 2008              | Gbenga Daniel                           |
| The Guardian                 | Lagos                 | 1983              | Felix Ibru                              |
| Independent                  | Lagos                 | 2001              | Independent Newspapers Limited          |
| Leadership                   | Abuja                 | 1er octobre 2004  | Leadership Group Ltd                    |
| Mirror                       |                       | 2006              | Global Media Mirror Limited             |
| Nation                       | Lagos                 | 2006              | Vintage Press Limited                   |
| National Network             | Port Harcourt         | 2004              | Network Printing and Publishing Company |
| Nigerian Entertainment Today | État de Lagos         | 23 novembre 2009  | Adekunle Ayeni                          |
| New Telegraph                | Lagos                 | 3 février 2014    | The Telegraph Publishing Company        |
| Newswatch                    | Lagos                 | 28 janvier 1985   | Global Media Mirror Limited             |
| Next                         | Lagos                 | 2004              | Timbuktu Media group                    |
| Observer                     | Benin City            | 1968              | Bendel Newspapers Company Ltd           |
| Osun Defender                | Osogbo                |                   | Moremi Publishing House Ltd             |
| P.M. News                    | Lagos                 | 1994              | Independent Communications Network Ltd  |
| Peoples Daily                | Abuja                 | 30 novembre 2008  | Peoples Media Ltd                       |
| Politics Nigeria             | Lagos                 | 2016              | Dumebi Emmanuel                         |
| Premium Times                | Abuja                 | 2011              | Premium Times Services Limited          |
| Punch                        | Lagos                 | 1971              | Ajibola Ogunsola                        |
| Sahara Reporters             | New York (États-Unis) | 2006              | Omoyele Sowore                          |
| Stears Business              | Lagos                 | 2015              | Stears News Limited                     |
| Sun                          | Lagos                 | 2001              | The Sun Publishing Ltd                  |
| The Tide                     | Port Harcourt         | 1971              | Rivers State Newspaper Corporation      |
| Tell Magazine                | Yaba (Lagos)          | 1991              | TELL Communications Limited             |
| This Day                     | Lagos                 | 1995              | Leaders & Company                       |
| Tribune                      | Ibadan                | 1949              | African Newspapers of Nigeria Ltd       |
| Triumph                      | Kano                  | 1980              | Triumph Publishing                      |
| Vanguard                     | Lagos                 | 1983              | Vanguard Media                          |